# Крещатик (хор)

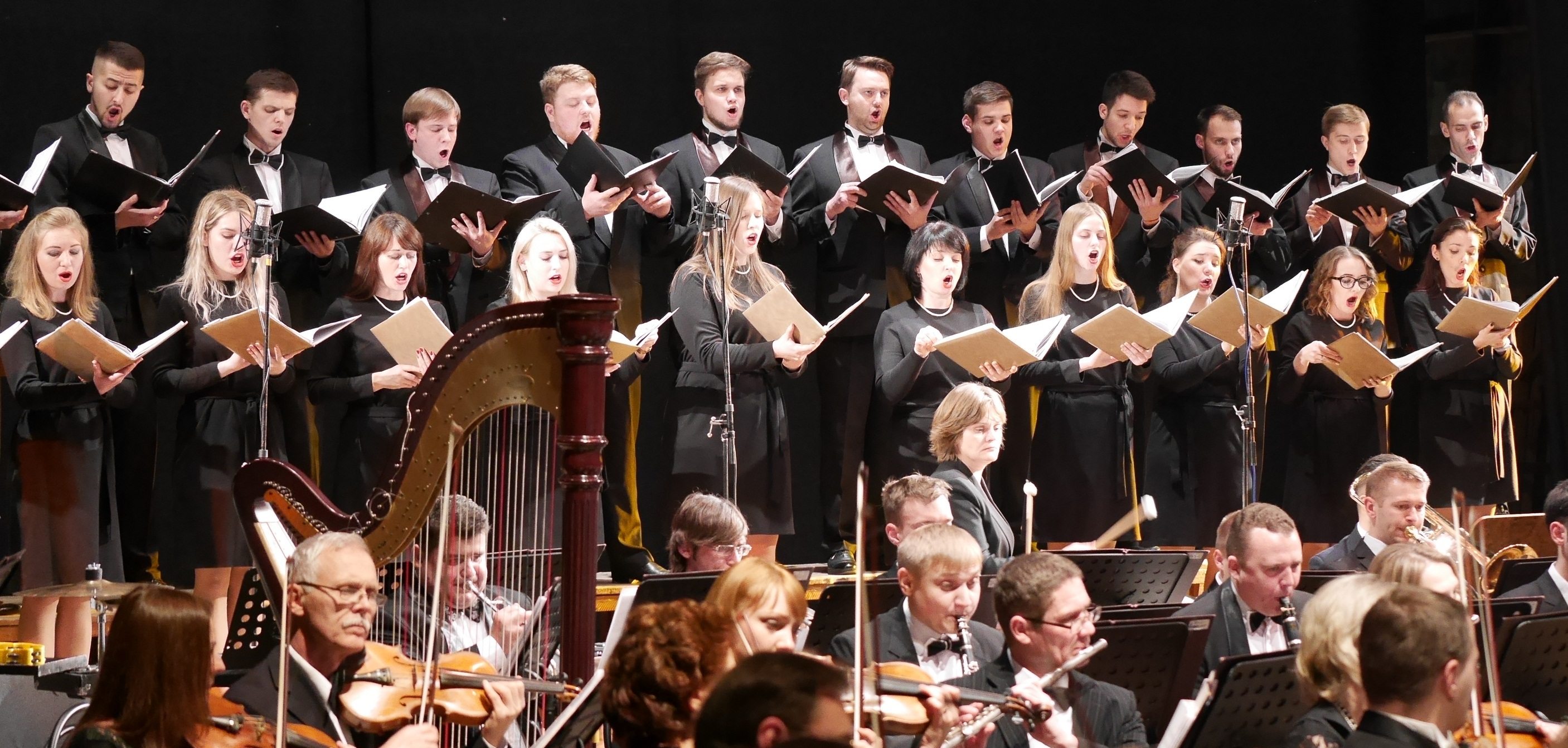
Фото с концерта Академического камерного хора «Крещатик»

Академический камерный хор «Крещатик» (укр.: Хрещатик) — музыкальный коллектив, основанный в Киеве. Назван в честь центральной улицы Киева.

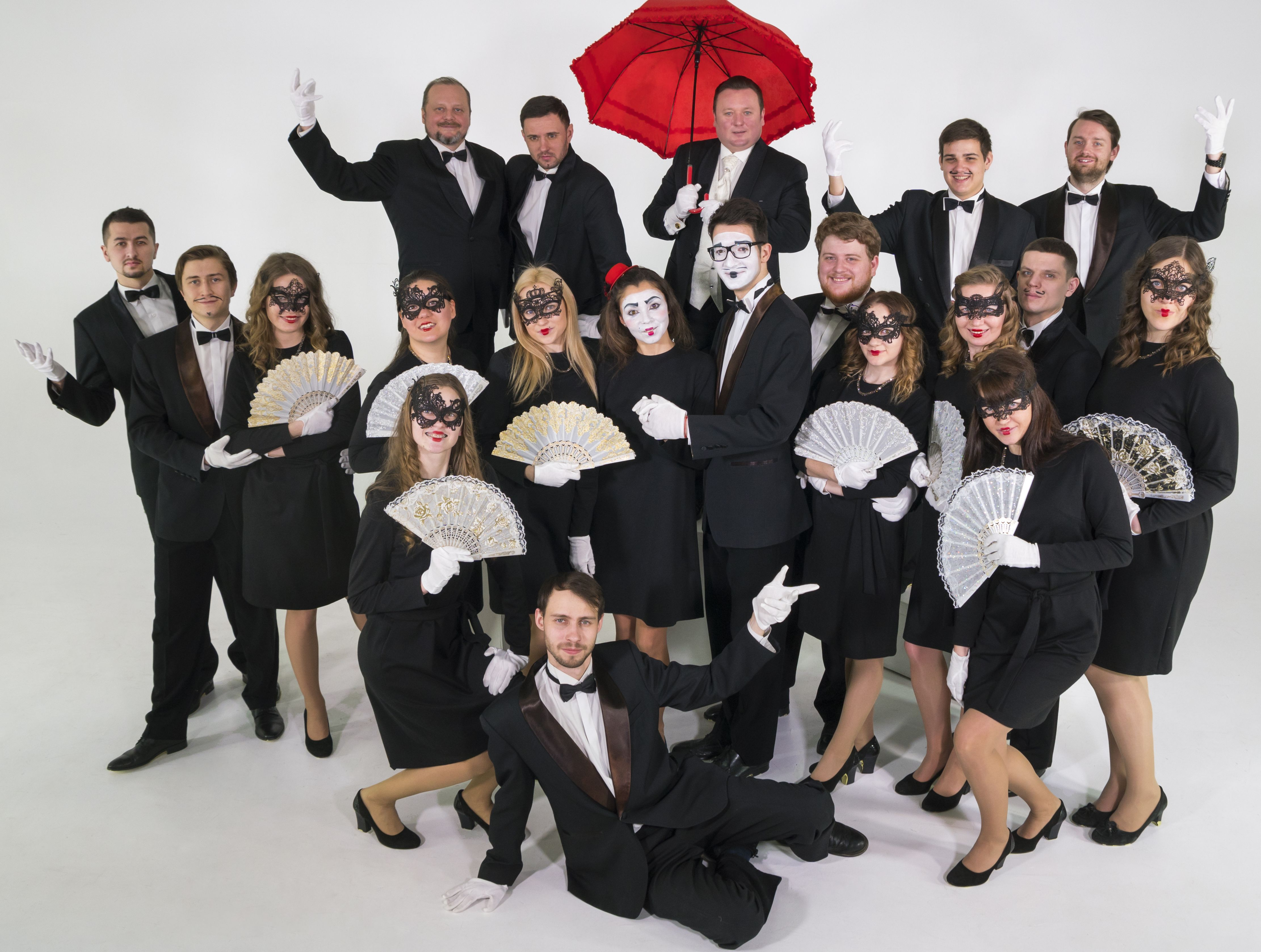
«Choir Smiles» — концертная программа Академического камерного хора «Крещатик»

## История
Создан в марте 1994 Ларисой Бухонской, которая возглавляла хор до 2007 года. До 1999 года коллектив существовал как любительский, однако благодаря успешному дебюту с программой украинской духовной музыки на фестивале «Украина и мир барокко» (1994) и успехе на международных конкурсах, коллектив быстро получил признание в профессиональных кругах. Большую роль коллектив сыграл в популяризации духовной музыки современных украинских композиторов. В частности в исполнении хора «Крещатик» впервые прозвучали духовные произведения Леси Дычко, Евгения Станковича, Мирослава Скорика, Анны Гаврилец и других композиторов.
В 1999 хор получил статус «муниципального», Лариса Бухонская заняла должности директора и художественного руководителя. В 2001 году приказом Министерства культуры причислен к списку «Ведущих творческих коллективов Украины». В марте 2007 года коллектив был награжден Премией имени Н. Лысенко, а его художественной руководительнице, Ларисе Бухонской, было присвоено звание «Заслуженный деятель искусств Украины».
В июне 2007 года в результате конфликта с мэром Леонидом Черновецким на почве отвода площади 0,12 га для нового помещения для коллектива, Лариса Бухонская была отстранена от должности директора, и вскоре была вынуждена уйти с должности художественного руководителя хора.
С 2007 года Художественный руководитель хора — Павел Струц, воспитанник Национальной музыкальной академии Украины им. П. И. Чайковского, генеральный директор — Андрей Воинов. В декабре 2009 года коллективу был присвоен статус «академического». С января 2011 года официальное название хора: Академический камерный хор «Крещатик».

## Творческая деятельность
Творческое кредо коллектива — выполнение современных произведений украинских композиторов. Хор является постоянным участником фестивалей под эгидой Союза композиторов Украины : «Музыкальные премьеры сезона», «КиевМузикФест», престижного хорового фестиваля «Златоверхий Киев», где участники дают новую жизнь произведениям Леси Дычко, Евгения Станковича, Богданы Фильц, Виталия Губаренко, Геннадия Ляшенко, Александра Некрасова, Кирилла Стеценко, Алексея Скрипника и многих других.
С 1996 по 2004 год хор исполнил около 500 произведений (более 200 премьер), среди которых хоровая опера «Золотослов» Леси Дычко, партесные произведения С. Пекалицького, впервые в Украине исполненная «Немецкая обедня» Д. Бортнянского и «Чичестерские псалмы» Л. Бернстайна. В 2006 году хор исполнил первую театрализованную постановку — «Песни народов мира» А. Кошица. К 2017 году список исполненных произведений расширился до 800 (из них 300 — премьеры) .
Хор имеет фондовые записи на Национальном радио Украины, Би-Би-Си (Лондон). Записи и выступления транслируются в программах радио и телевидения.
Концертная деятельность хора — это выступления в величественных соборах Киева (Владимирском, Михайловском), Киево-Печерской Лавре, костеле Св. Александра, соборах и церквях Ирландии, Англии, Франции, Германии, Дании, Латвии, Польши, в Колонном зале имени Николая Лысенко, Национальной филармонии Украины и др.
В репертуаре хора также сценические произведения — «Аве Мария —Пречистая и Непорочная» — антология произведений о Богородице от древности до современности в поэтическом переплетении с отрывками цикла «Жизнь Девы Марии» Р. М. Рильке, с собственным переводом его на украинский язык; Цикл «Годовой солнцеворот украинского обрядового пения» и «Сafe-chantant Khreschatyk» — хоровой мюзикл, составленный из оригинальных аранжировок всемирно известных французских эстрадных композиций.
Начиная с 2015 года хор «Крещатик» расширяет жанровую палитру и обращается к жанру популярной музыки. Так, концертная серия «Шлягеры отовсюду» включает песни таких групп как «ABBA», «Muse», «Океан Эльзы» и другие популярные песни в инструментально-хоровых обработках и инсценировке, характерных для «шоу-хоров» . Программа формировалась путем отбора популярных мировых шлягеров и последующего создания оригинальных хоровых аранжировок, для осуществления которых приглашались профессиональные аранжировщики. Среди них А. Бондаренко и М. Кучмет, несколько произведений аранжировал П. Струц .
Одним из последних проектов хора является постановка, в основу которой легли народные песни в современных аранжировках — «Ожерелье красных песен», театрализованное действо, напоминающее народно-бытовой спектакль на современный лад, где хор является главным действующим лицом .

### Участие в конкурсах и фестивалях
Премии
- Гран-При 7 Международного хорового конкурса в г. Слайго (Ирландия, 1994)
- Первая премия в фольклорной программе на I конкурсе им. Ф. Мендельсона-Бартольди (Даупфеталь, Германия, 1996).
- II премия XXI Международного конкурса православной музыки в г. Гайновка (Польша, 2002 г.)
- I премия конкурса «Vocal Floriliege de Tour» в г. Тур (Франция, 2008)

Участие в международных фестивалях

- «Europatref» в г. Йёрринг (Дания, 1996 г.)
- «Art Sacre» в г. Париж (Франция, 1996 г.)
- «Riga Dimd» в г. Рига (Латвия, 1997 г.)
- «Spotkania muzyczne» в г. Вельск (Польша, 1998 г.)
- II Всероссийский конкурс им. А. Кошиця (Москва, 2000 г.)
- Дни культуры Украины в России (Москва, 2001 г.)
- III Международный хоровой фестиваль в г. Щецин (Польша, 2002 г.)
- Международный фестиваль церковной хоровой музыки в г. Сантандер (Испания, 2003 г.)
- «Festival International de Musique Universitaire» (Франция, 2003 г.)
- Фестиваль духовной музыки в г. Ченстохова (Польша, 2004 г.)
- XXV международный хоровой фестиваль в г. Сантурсе (Испания, 2004 г.)
- «Ukrainska Wiosna» г. Познань (Польша, 2008 г.)
- «Festivals en Confluence» в г. Берзенуа (Франция, 2008 г.)
- «V Miedzynarodowiy Festiwal Muzycznego Trzesacz» г. Щецин (Польша, 2009 г.)
- «Miedzynarodowiy Festiwal Muzyki Organowej Kameralnej w Kameniu Pomorskim» в г. Камень Поморски (Польша, 2009 г.)